# Jin Mao Tower
Jin Mao Tower é um arranha-céu de 420,5 metros de altura. Edificado na cidade de Xangai, China, foi concluído em 1998 com 88 andares. Perdeu o título de mais alto de Xangai em 2007, quando a estrutura de 493 metros do Shanghai World Financial Center foi concluída. A Torre de Xangai, um prédio de 121 andares localizado ao lado desses dois edifícios, superou a altura de ambos em 2015, criando o primeiro trio de arranha-céus supertall adjacentes do mundo.